# О Джей Симпсън
Орентал Джеймс Симпсън (9 юли 1947 – 10 април 2024), по прякор „Сок“, е бивш американски футболен бек, водещ, актьор и рекламен говорител. Някога популярна фигура сред американската общественост, сега той е най-известен с това, че е осъден за убийствата на бившата си съпруга Никол Браун Симпсън и нейния приятел Рон Голдман. Първоначално Симпсън е оправдан за убийствата в наказателния съд, но по-късно бива признат за отговорен и за двата смъртни случая в граждански съдебен процес.
Симпсън посещава Южнокалифорнийския университет (USC), където играе футбол за USC Trojans и печели трофея Heisman през 1968 г. Той играе професионално като бек в Националната футболна лига (NFL) в продължение на 11 сезона, предимно с Бъфало Билс от 1969 до 1977 г. Той също така играе за Сан Франциско Фортинайнърс от 1978 до 1979 г. През 1973 г. той става първият играч на NFL, който пробягва над 2000 ярда, държейки топката, в един сезон. Той държи рекорда за най-много изминати ярдове на игра за един сезон, който възлиза на 143,1. Той е единственият играч, който пробягва над 2000 ярда, държейки топката, във формата на НФЛ от редовния сезон от 14 мача. Симпсън е въведен в Залата на славата на колежа по футбол през 1983 г. и в Залата на славата на професионалния футбол през 1985 г. След като се оттегля от футбола, той започва нова кариера в актьорството и футболното излъчване.
През 1994 г. Симпсън е арестуван и обвинен в убийствата на бившата си съпруга Никол Браун Симпсън и нейния приятел Рон Голдман. Той е оправдан от съдебни заседатели след продължителен и международно огласен процес. Впоследствие семействата на жертвите завеждат граждански иск срещу него. Граждански съд присъжда срещу него 33,5 милиона долара през 1997 г. за неправомерната смърт на жертвите. През 2000 г. Симпсън се премества в Маями, Флорида, за да избегне плащането по присъдата за отговорност, която към 2021 г. остава предимно неплатена.
През 2007 г. Симпсън е арестуван в Лас Вегас, Невада, и обвинен в престъпления като въоръжен грабеж и отвличане. През 2008 г. той е осъден на 33 години лишаване от свобода, с минимум девет години без право на замяна. Той излежава присъдата си в поправителния център Лъвлок близо до Лъвлок, Невада. Симпсън получава условно освобождаване на 20 юли 2017 г., което е минималната присъда. Той отговаря на условията за освобождаване от затвора на 1 октомври 2017 г. и е освободен на тази дата. На 14 декември 2021 г. Симпсън получава предсрочно освобождаване от условно освобождаване от отдела за условно освобождаване и пробация в Невада.
|  | Тази страница частично или изцяло представлява превод на страницата O. J. Simpson в Уикипедия на английски. Оригиналният текст, както и този превод, са защитени от Лиценза „Криейтив Комънс – Признание – Споделяне на споделеното“, а за съдържание, създадено преди юни 2009 година – от Лиценза за свободна документация на ГНУ. Прегледайте историята на редакциите на оригиналната страница, както и на преводната страница, за да видите списъка на съавторите. ВАЖНО: Този шаблон се отнася единствено до авторските права върху съдържанието на статията. Добавянето му не отменя изискването да се посочват конкретни източници на твърденията, които да бъдат благонадеждни. |

1. ↑  119239256 //   Посетен на 16 април 2024 г.